# Чанатип Сонкрасин
Чанатхип Сонгкрасин (5. октобар 1993) тајландски је фудбалер.

## Репрезентација
За репрезентацију Тајланда дебитовао је 2012. године. За национални тим одиграо је 41 утакмица и постигао 5 голова.

## Статистика
| Тајланд | Тајланд | Тајланд |
| Год.    | Ута.    | Гол.    |
| ------- | ------- | ------- |
| 2012    | 2       | 0       |
| 2013    | 3       | 2       |
| 2014    | 7       | 2       |
| 2015    | 5       | 0       |
| 2016    | 16      | 1       |
| 2017    | 4       | 0       |
| 2018    | 4       | 0       |
| Укупно  | 41      | 5       |